# Pollenia rungsi
Pollenia rungsi är en tvåvingeart som beskrevs av Seguy 1953. Pollenia rungsi ingår i släktet vindsflugor, och familjen spyflugor. Inga underarter finns listade i Catalogue of Life.